# Artur Aleksanjan
Artur Aleksanjan (arm. Արթուր Ալեքսանյան; 21. listopada 1991.) je armenski hrvač. Natječe se u kategoriji do 94 kg grčko-rimskim stilom.
Osvajač je zlatne medalje na europskom hrvačkom prvenstvu 2012. godine u Beogradu, te zlatne medalje na svjetskom juniorskom prvenstvu u Budimpešti 2010. godine. Na Olimpijskim igrama 2012. u Londonu osvojio je brončanu medalju.